# Освіта в Алжирі
Освіта в Алжирі — система закладів освіти, наукових, науково-методичних і методичних установ, науково-виробничих підприємств, державних і місцевих органів управління освітою та самоврядування в галузі освіти. Освітня система Алжиру схожа з французькою (це пов'язане з колишньою французькою окупацією країни). Незважаючи на виділення значних державних коштів, перенаселення і серйозний брак вчителів чинять сильний тиск на освітню систему. Рівень письменності 2015 року становив 80,2 %, 87,2 % — серед чоловіків, 73,1 % — серед жінок. Грамотність 2003 року становила 70 %: 79 % — серед чоловіків, 61 % — серед жінок. 1976 року неписьменні становили 60 % корінного населення Алжиру, цього ж року було запроваджено обов'язкову 9-річну освіту для дітей у віці від 6 до 15 років.

## Історія
У IX—X століттях в Алжирі з'явилися мусульманські релігійні школи — мектеби, у сільських школах «за-війя» викладали члени релігійного братства марабутів, у містах працювали медресе, середньовічні мусульманські університети. Значними арабськими культурними центрами були міста: Алжир, Константіна, Тлемсен. До моменту захоплення Алжиру Францією в 1830 році, на думку деяких французьких дослідників, за рівнем грамотності алжирське населення перевершувало французьке. Після встановлення колоніального режиму система мусульманської релігійної освіти була зруйнована, частина закладів закрилася, частина була поставлена під контроль адміністрації. Потреба кваліфікованої робочої сили змусила колонізаторів запровадити систему освіти для місцевого населення. 1932 року в 3-х медресе країни навчалося лише 200 осіб, у приватних мектебах — близько 150 тис. осіб. Французька влада перенесла континентальну систему шкільної освіти, запроваджувалась 6-річна початкова школа для дітей 6-11 років (охоплювала лише 20 % дітей), 7-річна середня школа (колежі, ліцеї). Викладання велось французькою мовою. У столиці діяв Алжирський університет для французького населення країни, лише 10 % студентів були місцевими арабами.
Після національно-визвольної війни 1954—1962 років, французьке населення країни мігрувало до метрополії, що спричинило кризу нестачі кадрів для середньої і вищої школи. У вирішення цього питання значну допомогу надав СРСР, зокрема українські педагогічні інститути. Розпочалась масова ліквідація неписемності серед дорослого населення. Сучасна система освіти Алжиру склалася в результаті тривалої реформи: у 1970-х роках реформувалась університетська система, 1980 року була проведена реформа початкової школи, а 1984 — середньої. Протягом 1990-х років в країні прокотилась хвиля терористичних актів, спрямованих на державні секуляризовані заклади освіти. 2000 року уряд держави почав серйозний перегляд системи освіти.

## Шкільна освіта
Алжирський шкільна система складається з основної, загальної середньої і професійної середньої освіти.
Основна-фундаментальна школа (фр. Ecole fondamentale School) — початкова шкільна освіта в країні є обов'язковою і безкоштовною для дітей 6-16 років. Тривалість програми: 9 років. По закінченні видається диплом, випускне свідоцтво: грамота «Енсігмент мойен БЕМ» (фр. Certificate Brevet d'Enseignement Moyen BEM). Навчання ведеться арабською мовою, французька мова вивчається як іноземна з 4-го класу. Починаючи з 1980-х років як іноземна широко впроваджується англійська. Окрім загальних предметів, в алжирських школах вивчається архітектура, основи сільського господарства та ісламу, педагогіка, інформатика, електроніка та ін. Приватні школи відсутні, лише державні.
Вже 1962—1963 навчального році чисельність учнів в алжирських школах виросла на 100 тис. 1987—1988 навчального року в школах навчалось 6 млн. дітей. Діяло 14 тис. базових шкіл, 600 — середніх.

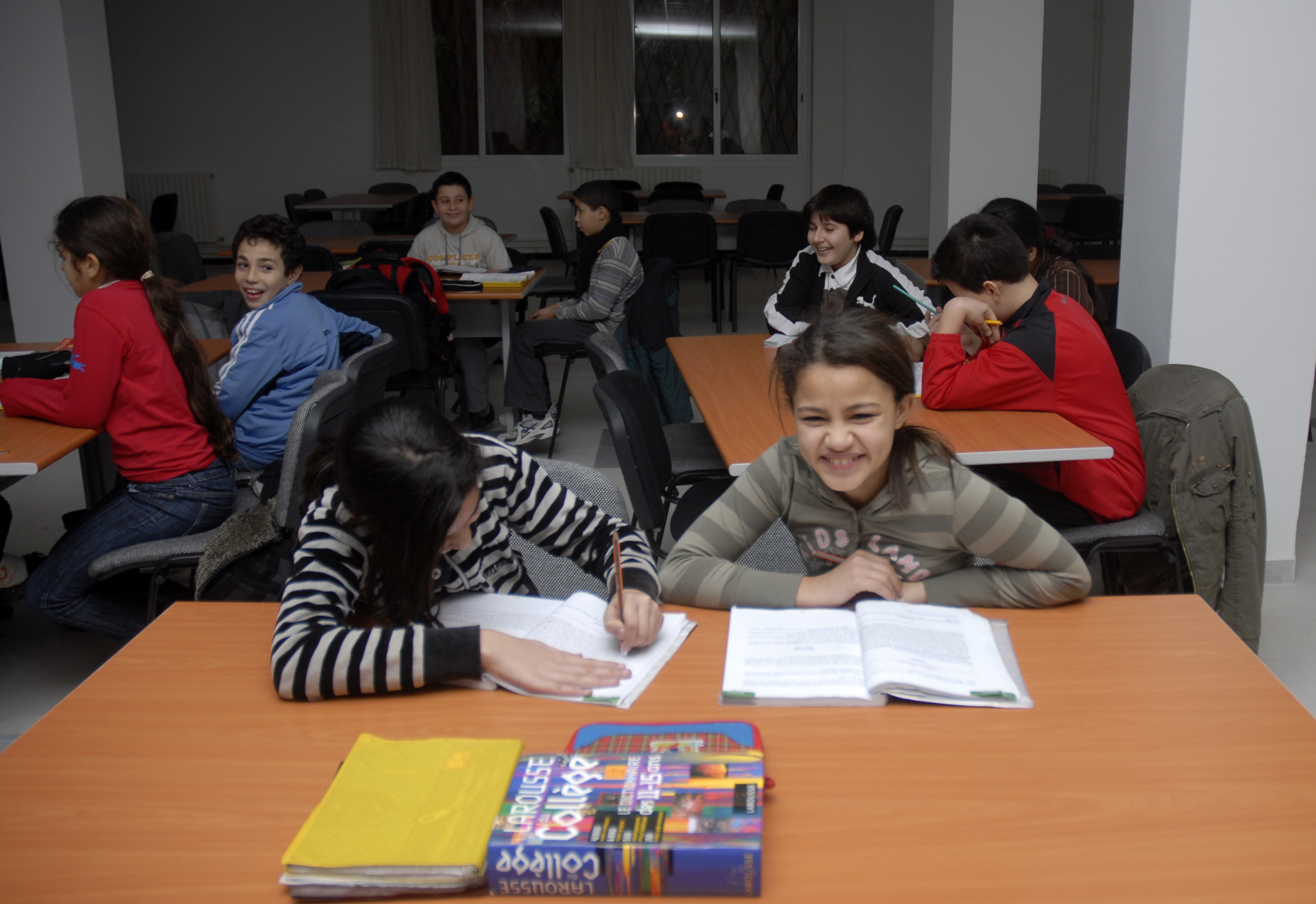
Заняття в алжирській школі
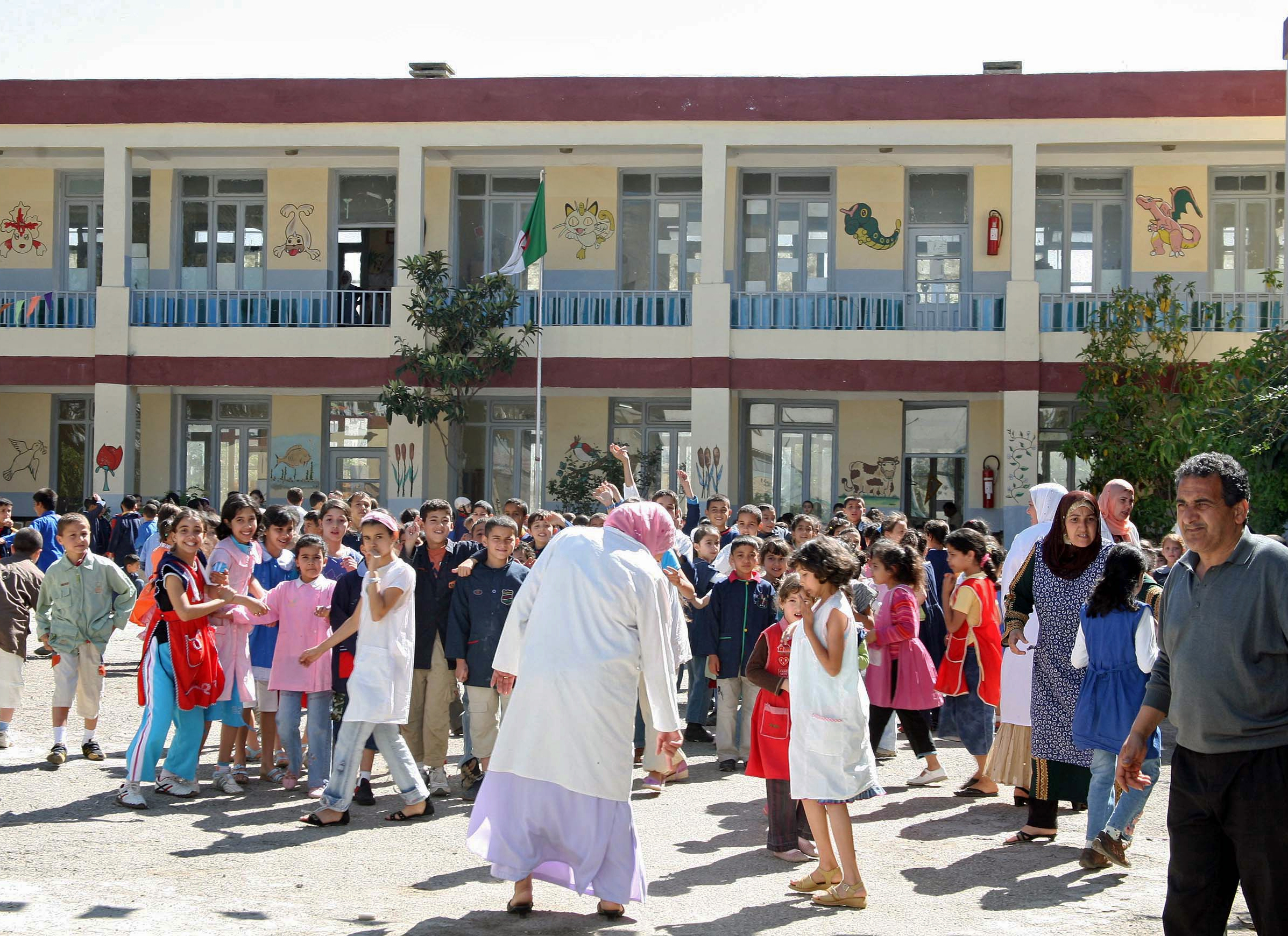
Шкільний ґанок
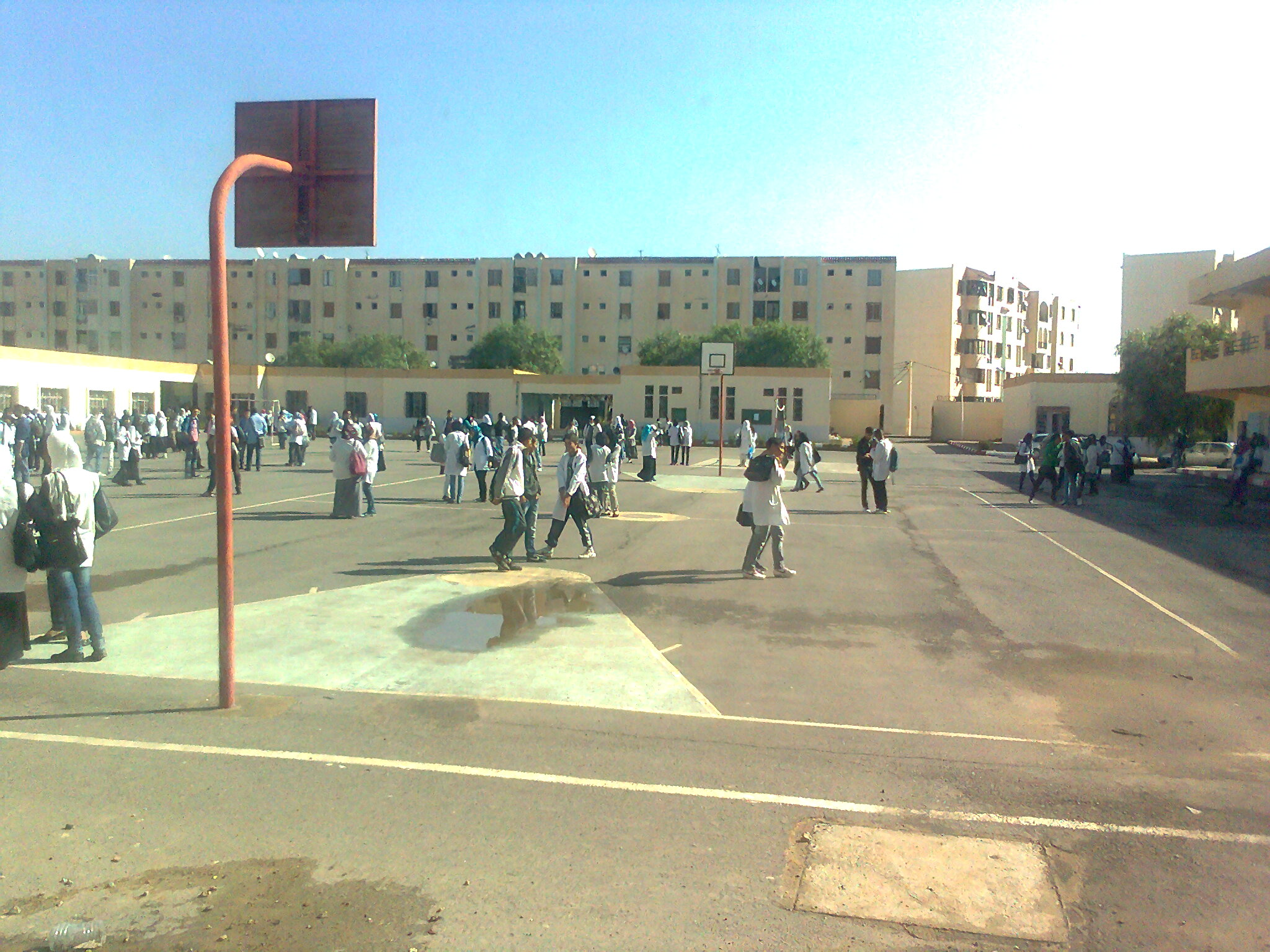
Спортивний майданчик

Після 9 класів кращі учні відбираються для продовження освіти в загальних або технічних (за профілями спеціалізації) ліцеях до 4 років. Школа Генерального викладання (фр. Lycée d'Enseignement général-School of General Teaching), школа-ліцей загального призначення (фр. lycées polyvalents) для підлітків віком від 15 до 18 років. Тривалість програми: 3 роки. У випускному класі складаються іспити на отримання диплома бакалавра, випускне свідоцтво (фр. Baccalauréat de l'Enseignement secondaire — Bachelor's Degree of Secondary School), за яким можна вступити до будь-якого вищого навчального закладу без додаткових конкурсних іспитів..
У містах Алжир, Тлемсен і Константіна працюють середні духовні мусульманські школи — медресе.

## Професійна освіта
Професійне навчання здійснюється в середніх професійно-технічних навчальних закладах та центрах професійної підготовки безпосередньо на підприємствах протягом 1-3 років, у залежності від профілю. Технічна школа (фр. Lycées d'Enseignement technique — Technical School). Тривалість програми: 3 роки. По закінченні видається диплом, випускне свідоцтво: ступінь бакалавра з техніки (фр. Baccalauréat technique — Technical Bachelor's Degree). 1987 року системою професійного навчання було охоплено 250 тис. осіб, з яких 80 тис. — на підприємствах. Діяло 700 центрів професійної підготовки. Дефіцитними для країни залишаються спеціальності будівельного, сільськогосподарського і водногосподарського профілю.

## Вища освіта
В Алжирі діють 43 вищі навчальні заклади, 10 коледжів і 7 інститутів системи вищої освіти. У системі вищої освіти на початок 1990-х років працювало 20 університетів і університетських центрів, приблизно 30 інститутів, в яких навчалось приблизно 150 тис. осіб, яких навчало 12 тис. викладачів. 1994—1995 навчального року в університетах країни навчалося понад 107 тисяч студентів. 2006 року в професійних і вищих навчальних закладах навчалось 380 тис. студентів. Невелика кількість алжирських студентів вчитися за кордоном, у першу чергу у Франції і франкомовних регіонах Канади.
Підготовка педагогічних кадрів для початкових класів ведеться 1-2 роки в педагогічних центрах, куди приймаються бакалаври без іспитів; інші особи здають вступні конкурсні іспити. Підготовка вчителів середніх і вищих класів ведеться у нормальних школах для бакалаврів 4 роки. Головний педагогічний вуз — Національний педагогічний інститут Алжиру.

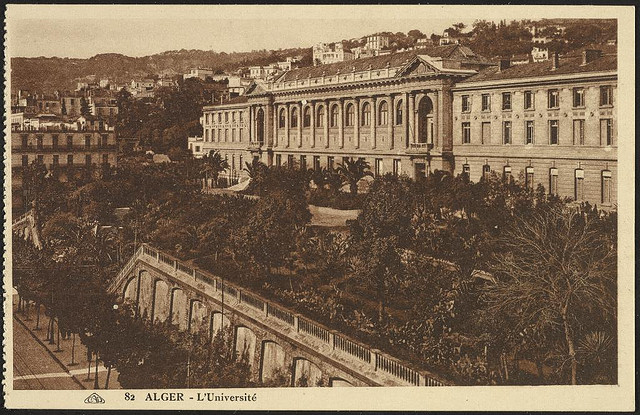
Університет Алжиру
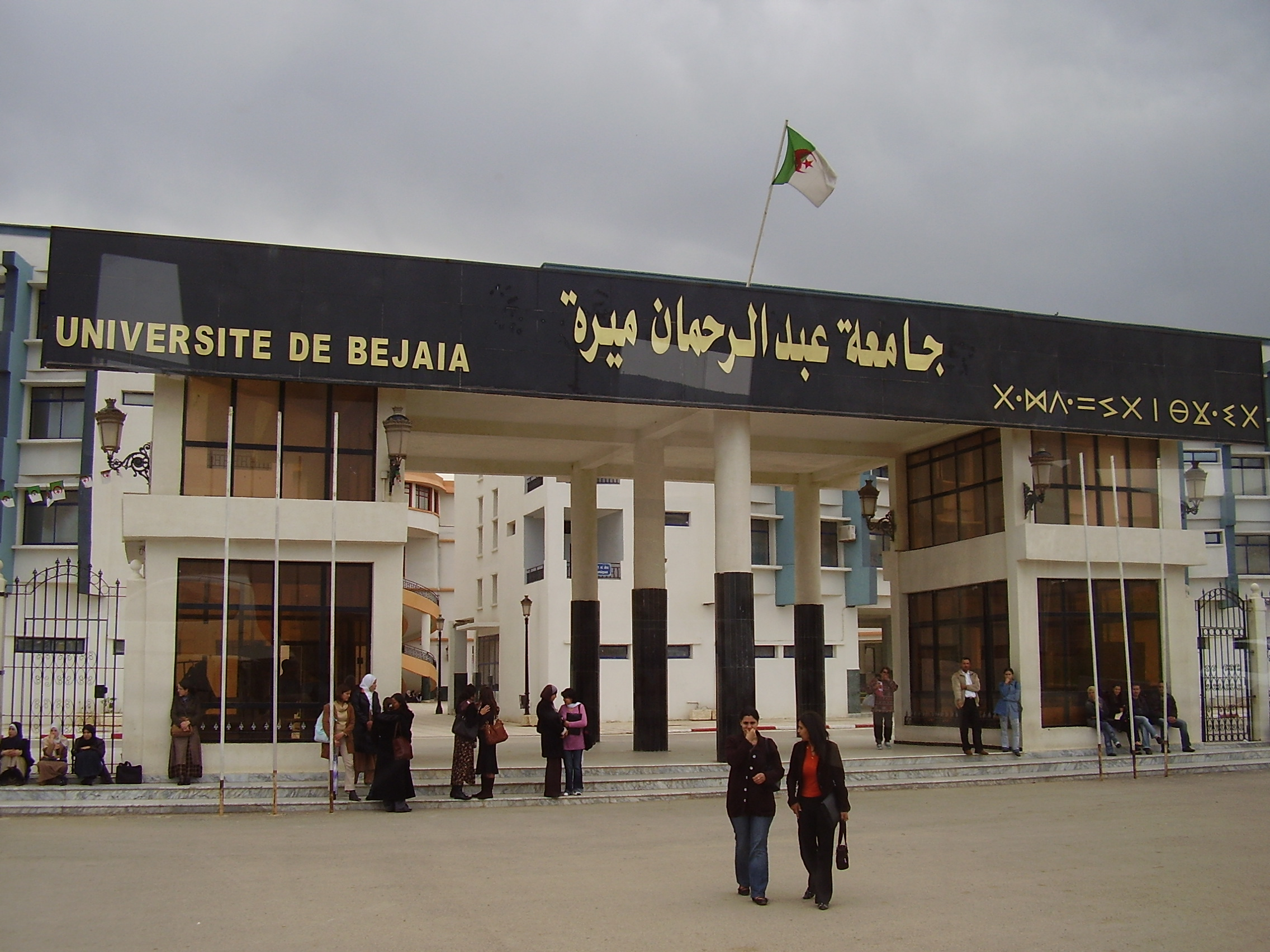
Університет у Беджаї
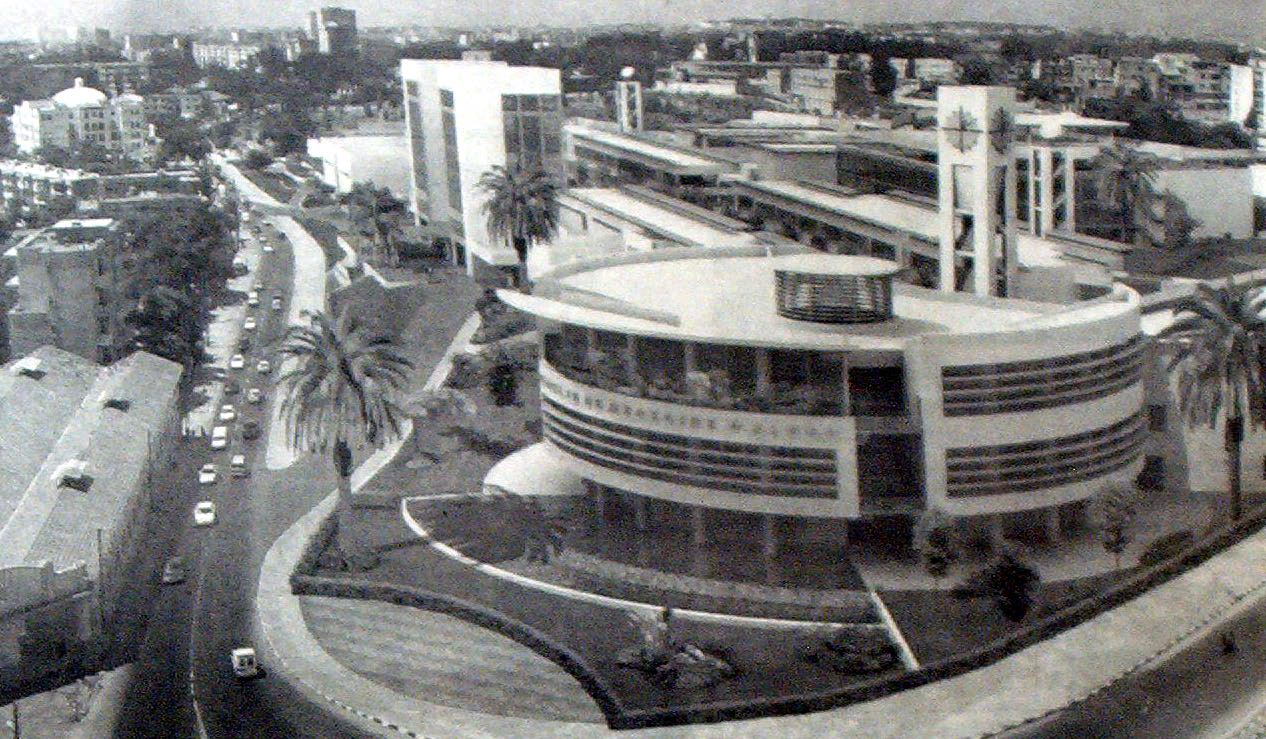
Вища медична школа
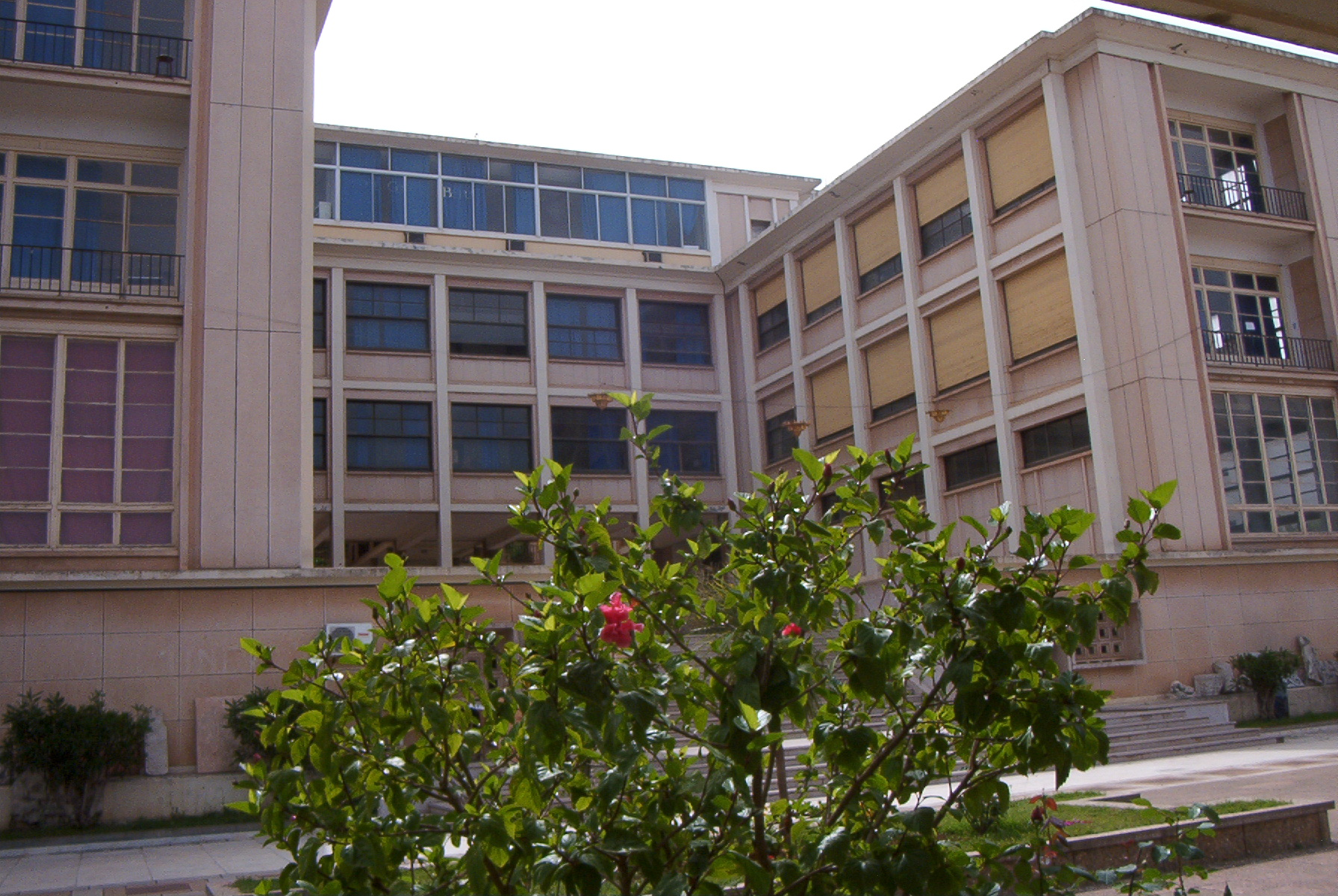
Вища школа образотворчих мистецтв

За допомоги СРСР в Алжирі свого часу було створено ряд інститутів та технікумів для забезпечення кваліфікованими кадрами гірничо- й нафтовидобувної галузі в Бу-Мердасі (Національний інститут нафти, газу і нафтохімії), машинобудування в Аннабі, Національний інститут легкої промисловості, Вища ветеринарна школа в Ель-Харраші.

### Університети
- Алжирський університет заснований 1879 року, складається з 17 факультетів. На початку 1990-х років навчалось 2 5тис. студентів.
- Університет природничих наук і технології імені X. Бумедьєна в місті Алжир засновано 1974 року. Діє 11 факультетів, навчається 13 тис. студентів.
- Оранський університет засновано 1986 року. Діє 11 факультетів, навчається 11 тис. студентів).
- Константінський університет засновано 1969 року. Навчається 20 тис. студентів.
- Аннабський університет створено за допомоги СРСР для підготовки фахівців гірничорудної і важкої промисловості.
- Національна політехнічна школа в Алжирі.

## Бібліотеки

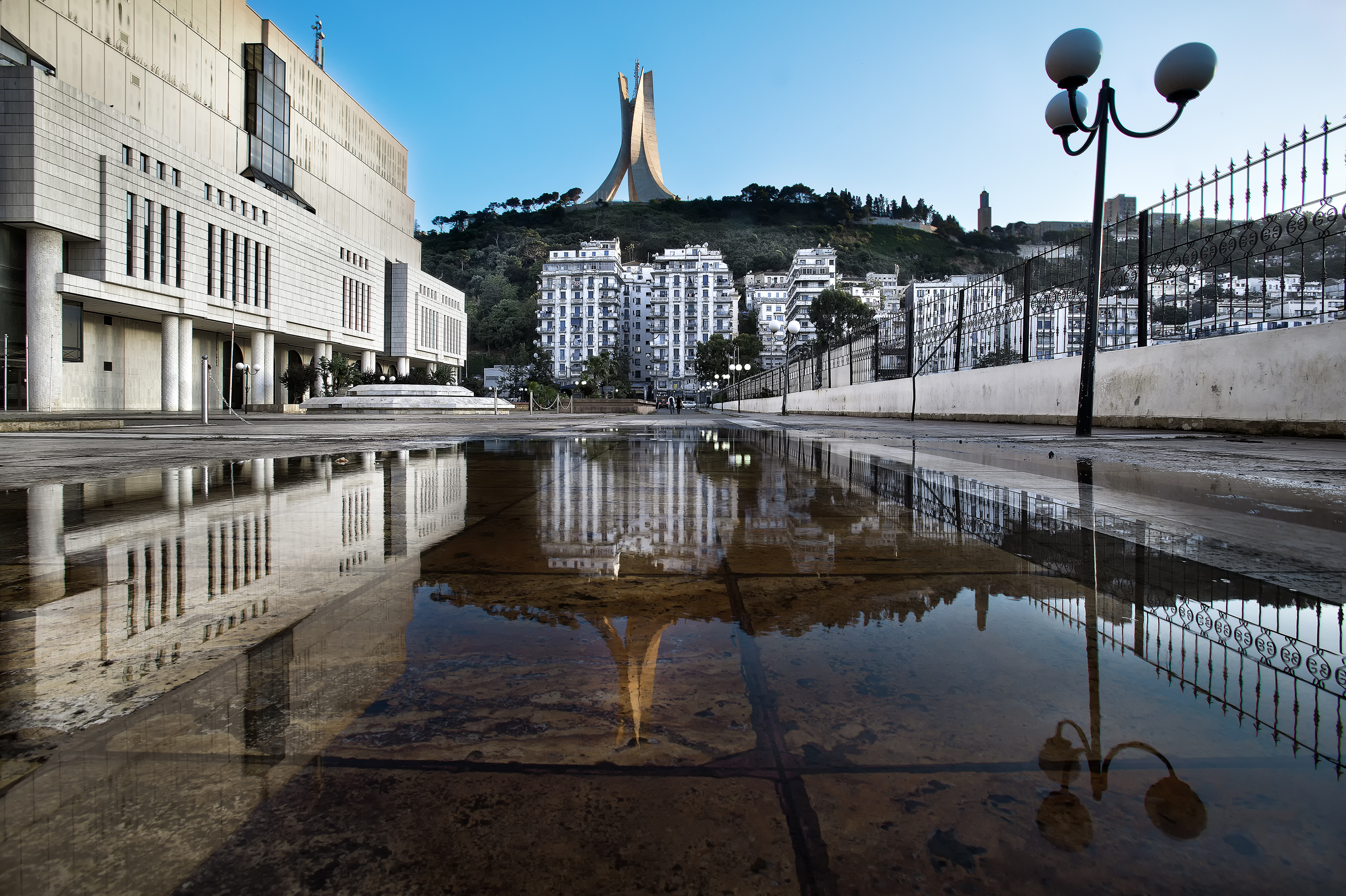
Національна бібліотека Алжиру (ліворуч)

Найбільші бібліотеки — Національна і університетська в Алжирі.

## Державна політика
Управління школами перебуває у віданні Міністерства освіти і підготовки. Управління вищими навчальними закладами перебуває у віданні Міністерства вищої освіти і наукових досліджень.
Частка асигнувань на народну освіту 1987 року становила 27,9 % державного бюджету. 1997 року рівень витрат на освіту становив 5,7 % від національного ВВП та 27 % в структурі громадських видатків державного бюджету. Витрати на освіту 2008 року склали 4,3 % від ВВП країни (97-ме місце у світі).